# Великі Старики
Великі Старики (рос. Большие Старики) — присілок в Бєжаницькому районі Псковської області Російської Федерації.
Населення становить 10 осіб. Входить до складу муніципального утворення Чихачьовське муніципальне утворення.

## Історія
Від 2005 року входить до складу муніципального утворення Чихачьовське муніципальне утворення.

## Населення
| 2001 | 2002 | 2010 |
| ---- | ---- | ---- |
| 35   | ↘21  | ↘10  |